# Maijana rackae
Maijana rackae là một loài nhện trong họ Tetrablemmidae. Chúng thuộc chi đơn loài Maijana, được Lehtinen miêu tả năm 1981.